# Panthers de UÎPÉ
Les Panthers de UÎPÉ sont les équipes masculines et féminines de sport qui représentent l'Université de l'Île-du-Prince-Édouard à Charlottetown, Île-du-Prince-Édouard, Canada.  Les Panthers de UÎPÉ ont des équipes jouant dans la conférence du Sport universitaire de l'Atlantique (SUA) du Sport interuniversitaire canadien (SIC), y compris pour les hommes et les femmes ; hockey sur glace, football (soccer), basket-ball et la natation, ainsi que le rugby pour les femmes.  L'équipe féminine de hockey sur gazon participe à la ligue Atlantique où l'équipe gagnante participe aux séries éliminatoires du Sport interuniversitaire canadien.  UÎPÉ offre un club pour hommes au rugby et le cross country pour les hommes et les femmes.

## Basketball des Panthers

### Basketball pour les hommes
Les Panthers sont les quatrièmes pour avoir été le plus souvent champions de la conférence Atlantique (4), la dernière fois dans la saison 2002-03. Les Panthers n'ont jamais gagné le championnat SIC avec le Trophée W. P. McGee.

### Basketball pour les femmes
L'équipe des femmes est aussi la quatrième pour être la plus souvent championne de la conférence Atlantique (5), la dernière fois étant dans la saison 1997-98. Les femmes n'ont jamais gagné le championnat SIC avec le Bronze Baby.

## Hockey des Panthers

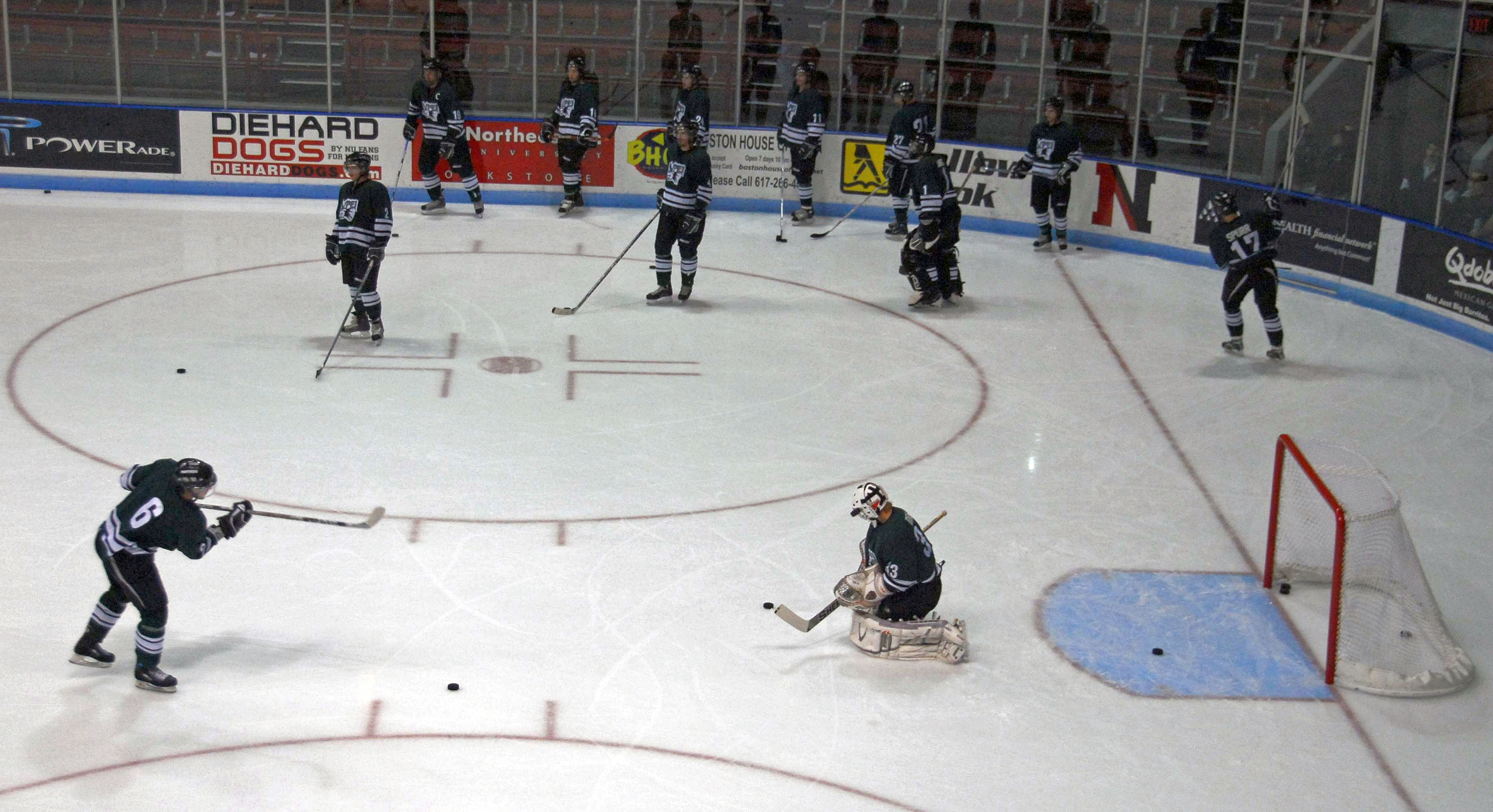
Panthers de UÎPÉ au hockey

### Hockey pour les hommes
Les Panthers sont égaux avec les Mounties de Mount Allison pour le sixième rang pour le nombre de championnats de la conférence Atlantique (6), la dernière fois à la saison 1990-91. Les Panthers n'ont jamais gagné le SIC University Cup avec une apparition dans la finale en 1965 comme les Saints de l'Université Saint Dunstan.  UÎPÉ fut l'hôte des championnats en 1970.
Joel Ward des Capitals de Washington de la LNH a joué quatre saisons avec l'équipe masculine de hockey des Panthers de UÎPÉ.

### Hockey pour les femmes
L'équipe féminine a gagné le championnat de la conférence Atlantique une fois en 2011-2012 et n'a jamais gagné le championnat du SIC.

## Rugby pour femmes
Depuis que le rugby devint un sport accepté au Sport universitaire de l'Atlantique en 2002, les Panthers ont fini deuxième trois fois (2004, 2005 et 2006) aux puissantes X-Women de l'Université Saint-Francis-Xavier.

## Soccer des Panthers

### Soccer des hommes
L'équipe masculine est la quatrième pour le nombre de championnats du Sport universitaire de l'Atlantique (5), leur dernier titre fut en 2002. Les hommes n'ont jamais atteint la finale du soccer du SIC.  UÎPÉ fut l'hôte des championnats en 2005.

### Soccer des femmes
L'équipe Féminine a gagné le championnat du Sport universitaire de l'Atlantique en 2004. UÎPÉ fut l'université hôte pour le championnat du soccer féminin SIC de 2010.